# Penyabungan
Penyabungan is een bestuurslaag in het regentschap Tanjung Jabung Barat van de provincie Jambi, Indonesië. Penyabungan telt 885 inwoners (volkstelling 2010).